# Perica Ognjenović
Perica Ognjenović (cyryl. Перица Огњеновић, wym. [pɛritsa ɔgɲɛnɔʋitɕ]; ur. 24 lutego 1977 w Smederevskiej Palance) – serbski piłkarz występujący na pozycji napastnika, a także trener.

## Kariera piłkarska

### Kariera klubowa
Pierwsze piłkarskie kroki Ognjenović stawiał w klubie Mladost Smederevska Palanka, skąd dostrzegły go czujne oczy scoutów najsłynniejszego serbskiego teamu piłkarskiego, Crvenej zvezdy.
Niesamowicie szybki i świetnie wyszkolony technicznie, szybko zyskał status potencjalnej gwiazdy. Wiele znakomitych występów w trykocie Crvenej zvezdy doprowadziło w końcu do tego, że 12 stycznia 1999 roku podpisał kontrakt ze słynnym Realem Madryt, dokąd przeszedł za sumę 5 milionów marek niemieckich. U ‘Królewskich’ Perica miał zarabiać średnio 1,2 miliona marek rocznie. Jednak nie sprawdził się na Santiago Bernabeu. Mimo wszystko spędził tam bezowocne 2,5 roku, rozgrywając zaledwie 30 spotkań w pierwszej jedenastce, w większości z nich wchodził z ławki. Grał zarówno w lidze, Pucharze Króla, jak i Lidze Mistrzów. W końcu latem roku 2001 został zwolniony.
Przez następne pół roku nie miał klubu. Trenował samodzielnie z prywatnym trenerem dopóty, dopóki nie zgłosiło się po niego Kaiserslautern. Kontrakt z tym niemieckim klubem Perica Ognjenović podpisał 17 stycznia 2002 roku. Umowa opiewała do lata tego roku z możliwością przedłużenia na dwa lata.
Jednak również i w Niemczech Ognjenović się nie sprawdził. Na następny przystanek w karierze wybrał Chiny i klub Dalian Shide.
Z kolei latem 2003 roku przeniósł się do Dynama Kijów. Jednak również i tam ten niegdyś jeden z najbardziej perspektywicznych talentów europejskiej piłki nie zagrzał długo miejsca i przeniósł się do Francji, gdzie podpisał kontrakt z Angers, grającym w jednej z niższych lig tego kraju.
W maju 2006 roku Perica przeniósł się do Ligi Malezji, do klubu Selangor FA z miasta Shah Alam, podpisując z nim kontrakt opiewający na pół roku. Gdy Ognjenović przychodził do klubu, zajmował on ostatnią pozycję w lidze. Nie zagrzał tam długo miejsca, a kolejne dwa sezony spędził w Grecji, reprezentując barwy Ergotelisu.
26 lipca 2009 roku Ognjenović podpisał kontrakt z grającym w I lidze Serbii (odpowiedniku naszej I ligi) klubem FK Jagodina.

### Kariera reprezentacyjna
Ognjenović był jednym z członków reprezentacji Jugosławii na Mistrzostwa Świata 1998.